# حرب أرمينيا وأذربيجان
بدأت حرب أرمينيا وأذربيجان بعد الثورة الروسية. كانت هذه الحرب على شاكلة سلسلة «وحشية» من الهجمات يصعب فيها تصنيف الصراعات. حصلت الحرب بين الجمهوريتين عام 1918 ثم توقفت لمدة وعادت ما بين 1920 حتى عام 1922، أي بعد فترة وجيزة من استقلال جمهورية أرمينيا (1918-1920) ونفس الأمر بالنسبة لدولة أذربيجان. في الحقيقة لم يكن لمعظم الصراعات بين الدولتين نمط معين، وبالرغم من ذلك فقد تدخلت بعض القوى الأخرى على الخط مثل الإمبراطورية العثمانية والإمبراطورية البريطانية التي ساهمتا في الحرب بشكل غير مباشر. غادرت الإمبراطورية العثمانية المنطقة بعد هدنة مودروس أما النفوذ البريطاني فقد استمر حتى انسحبت  قوة دانستر عام 1920. اشترك المدنيون في الصراع؛ حيث شملت الحرب كل من محافظة سيونيك، جمهورية نخجوان الذاتية وحتى مرتفعات قرة باغ. هذا وتجدر الإشارة إلى أن السبب الرئيسي في ارتفاع الخسائر في صفوف المدنيين هو نهج جيش الدولتين لما يُعرف بتكتيك حرب العصابات .
الأسباب الكامنة وراء الصراع لا تزال بعيدة عن الحل بعد قرن من الزمان تقريبا، فالقصة هذه تحمل تصورات مختلفة جدا ووجهات نظر مغايرة تماما حسب كل رواية، ووفقا للمؤرخين الأرمن فإن الجمهورية الأرمنية ترغب في أن تشمل منطقة ناخيتشيفا المناطق الأساسية من البلد (شرق أرمينيا) وبالتحديد محافظة يريفان كما ترغب في تملك الأجزاء الشرقية والجنوبية من محافظة إليزابيثبول، وفي المقابل فأذربيجان ترفض كل هذه المعطيات وتُؤكد على سيادتها ووحدة أراضيها على كل تلك المناطق.

## الخلفية

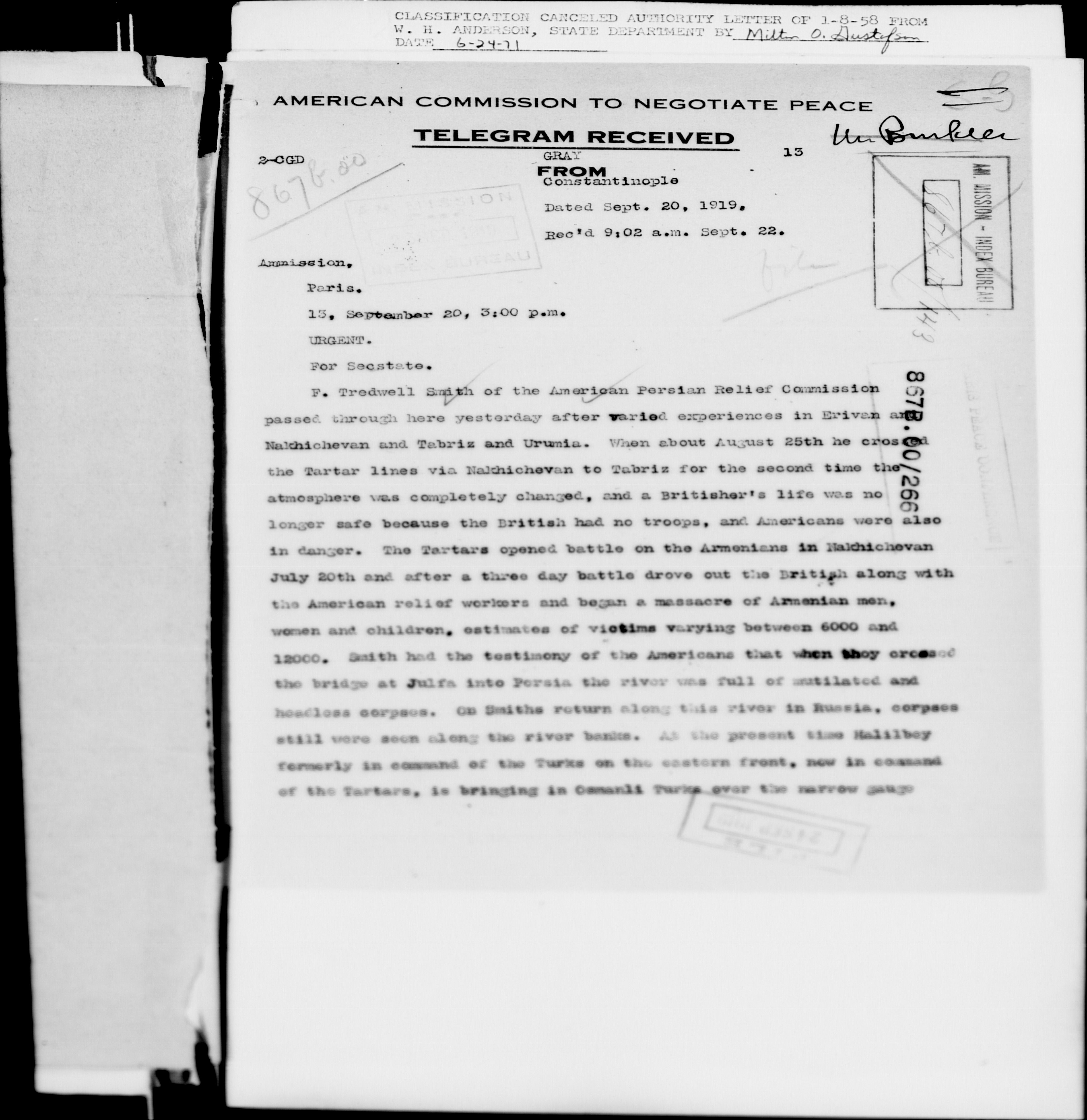
لجنة أمريكة للتفاوض حول السلام في منقطة ناخيتشيفان

جرت أول اشتباكات بين الأرمن والأذربيجانيين  في مدينة باكو (عاصمة أذربيجان الحالية) في شباط/فبراير عام 1905. امتد الصراع إلى أجزاء أخرى من القوقاز وفي 5 أغسطس عام 1905 حدث أول صراع فعلي بين سكان أرمينيا وأذربيجان في منطقة شوشا.

## مراحل الحرب
في آذار/مارس 1918 نمت التوترات العرقية والدينية بين أرمينيا وأذربيجان في مدينة باكو. اتهم حزب المساواة وجمعية الاتحاد والترقي الأحزاب من القومية التركية والبلاشفة وحلفائها. شاركت الميليشيات الأرمنية الإسلامية في المواجهات المسلحة التي أسفرت عن خسائر فادحة. كثير من المسلمين ماتوا أو طُردوا في ومن باكو.
في الوقت نفسه، اعتُقل الجنرال تاليشينسكي قائد القوات الأذربيجانية وبعض من الضباط الذين وصلوا إلى باكو في 9 مارس. في 30 آذار/مارس واستنادا على تقارير غير موثوقة زعمُت أن الطاقم الخاص بسفينة إفلينا كان مسلحا وجاهزا للقيام بثورة ضد السوفييت، مما أسفر عن قتال دامي تواصل لمدة ثلاثة أيام على التوالي وقد تسبب هذا في وفاة ما يصل إلى 12,000 من الأذربيجانيين.

### الكفاح من أجل باكو وكاراباخ 1918-19

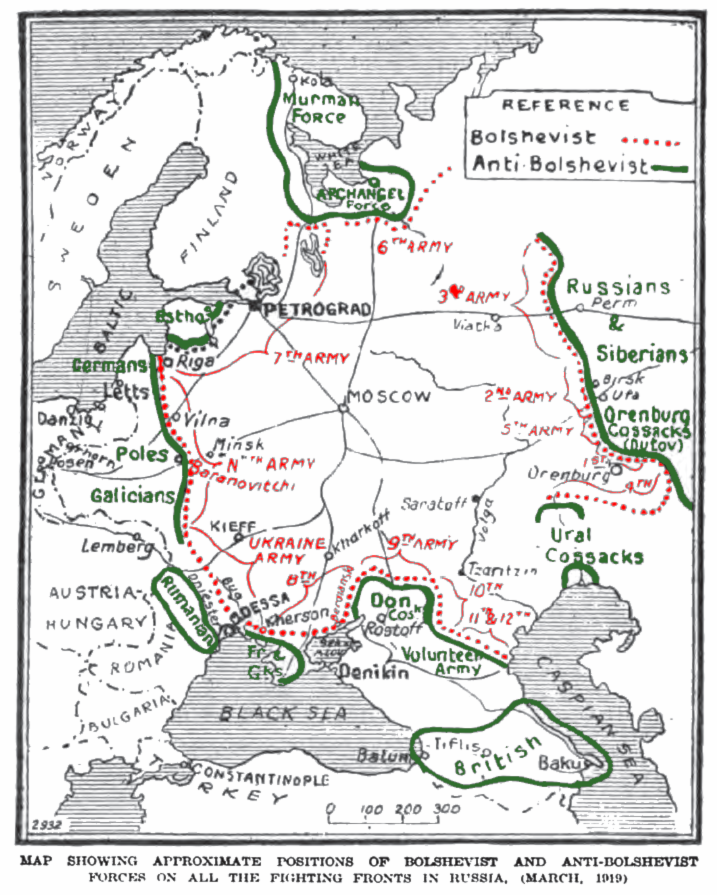
مكان القوات البريطانية بعد الهدنة

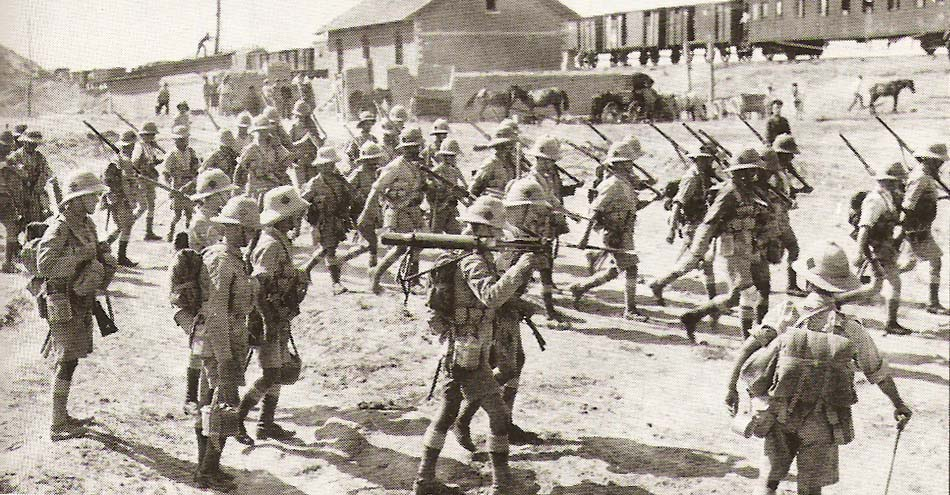
القوات البريطانية في باكو

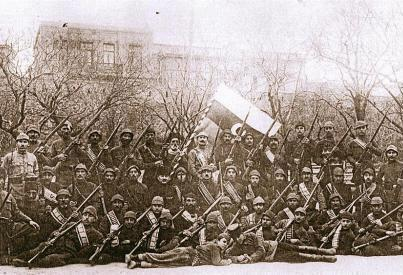
جنود وضباط من جيش جمهورية أذربيجان الديمقراطية عام 1918

شاركت باكو في نفس الوقت في قتال عنيف مع الجيش العثماني في وحول غانيا. بدأت  الإمبراطورية العثمانية بقيادة أنور باشا في التحرك إلى الأمام رفقة جيوش الإمبراطورية المنشئة حديثا (جيش الإسلام)، فوقعت المعارك الكبرى في كل من مقاطعة يفلاخ ومقاطعة آقداش.
أُمر قوة داستر بإخلاء المدينة يوم 14 سبتمبر، وبعد ستة أسابيع من الاحتلال انسحبت مباشرة إلى إيران؛ أما معظم سكان الأرمن فقد هربوا مع القوات البريطانية. دخل الجيش العثماني بقيادة نوري باشا معركة باكو يوم 15 سبتمبر فذُبح فيها ما بين 10,000 وحتى 20,000 من الأرمن. نتيجة لكل هذا انتقلت عاصمة أذربيجان أخيرا من غانيا إلى باكو، ومع ذلك فبعد هدنة مودروس بين المملكة المتحدة والدولة العثمانية في 30 تشرين الأول تم استبدال القوات التركية من قبل الحلف الثلاثي برئاسة الجنرال البريطاني جورج طومسون الذي كان قد أعلن عن نفسه بأنه الحاكم العسكري في باكو، وصل حوالي 1,000 من الجنود إلى باكو في 17 نوفمبر/تشرين الثاني عام 1918.
حاولت الحكومة الأرمنية عدة مرات الاستيلاء على منطقة شوشا عسكريا.  في صيف 1918 قاوم الأرمن في المناطق الجبلية من كاراباخ تحت قيادة أندرانيك أوزانيان وجيش العثمانيين الثالث. بعد هدنة الإمبراطورية العثمانية بدأت القوات الأرمينية بسحب قواتها برئاسة أندرانيك وحاولت ضبط منطقة ناغورني-كاراباخ. واتت الجنرال أدريناك فرصة لخلق قاعدة لمزيد من التوسع شرقا بل الامتداد حتى ناختشفان.
في كانون الثاني/يناير 1919 تقدمت القوات الأرمنية نحو شوشا، حيث استولت على تسع من القرى في طريقهم. قبل هدنة مودروس كان أندرانيك أوزنيان في طريقه من كابان إلى شوشا للسيطرة على المدينة الرئيسية في إقليم ناغورني كاراباخ. في كانون الثاني/يناير عام 1919 ومع تقدم القوات الأرمنية طلبت هذه الأخيرة المساعدة من القوات العسكرية البريطانية التي طالبت أندرانيك بالعودة لكابان مع تأكيدات بأن هذا الصراع يمكن حله من خلال مؤتمر السلام في باريس. سحب أندرانيك قواته بينما أعطت القيادة البريطانية السيطرة على باكو إلى خوسروف بك سلطانوف وهو مواطن من كاراباخ تم تعيينه في وقت لاحق في منصب محافظ كاراباخ. أمر سلطانوف بشن هجمات جديدة وقوية على القرى الأرمنية في اليوم التالي، ورُسمت خطط لتدمير العديد من القرى الأرمنية بالإضافة إلى قطع الصلة بين الأرمن في كاراباخ ومنطقة كابان.

### الكفاح من أجل ناختشفان 1919-20
اقتراح السير جون أوليفر واردروب رئيس المفوضية البريطانية في جنوب القوقاز— الذي عُين في منصب مهم في منطقة ناخيتشيفان في أرمينيا— فثار الاذريين من ناختشفان تحت قيادة مالك الأرض جعفرجولو خان ناخشسفانسكي في كانون الأول/ديسمبر 1918 ثم أعلن استقلال جمهورية أراس وعاصمتها في ناختشفان (تُعرف أيضا باسم نخجوان). كانت الجمهورية في الأساس تابعة إلى أذربيجان التي لا تزال قائمة حتى مايو عام 1919 بقيادة دراستمات كانايان والتي تمكنت من القبض على مدينة ناختشفان في حزيران/يونيو 1919 فدمَّرت جمهورية أراس، ولكن بعد ذلك قاتل الأذربيجانيون والقوات العثمانية جنبا إلى جنب وأعادوا بدورهما السيطرة على المدينة في 10 آب/أغسطس 1919.
استُؤنف القتال في آذار/مارس 1920 واستمر حتى احتُلت ناختشفا عام 1920 من قبل الجيش الأحمر الذي احتل أذربيجان بنفسها.

### الكفاح من أجل كاراباخ أوائل 1920

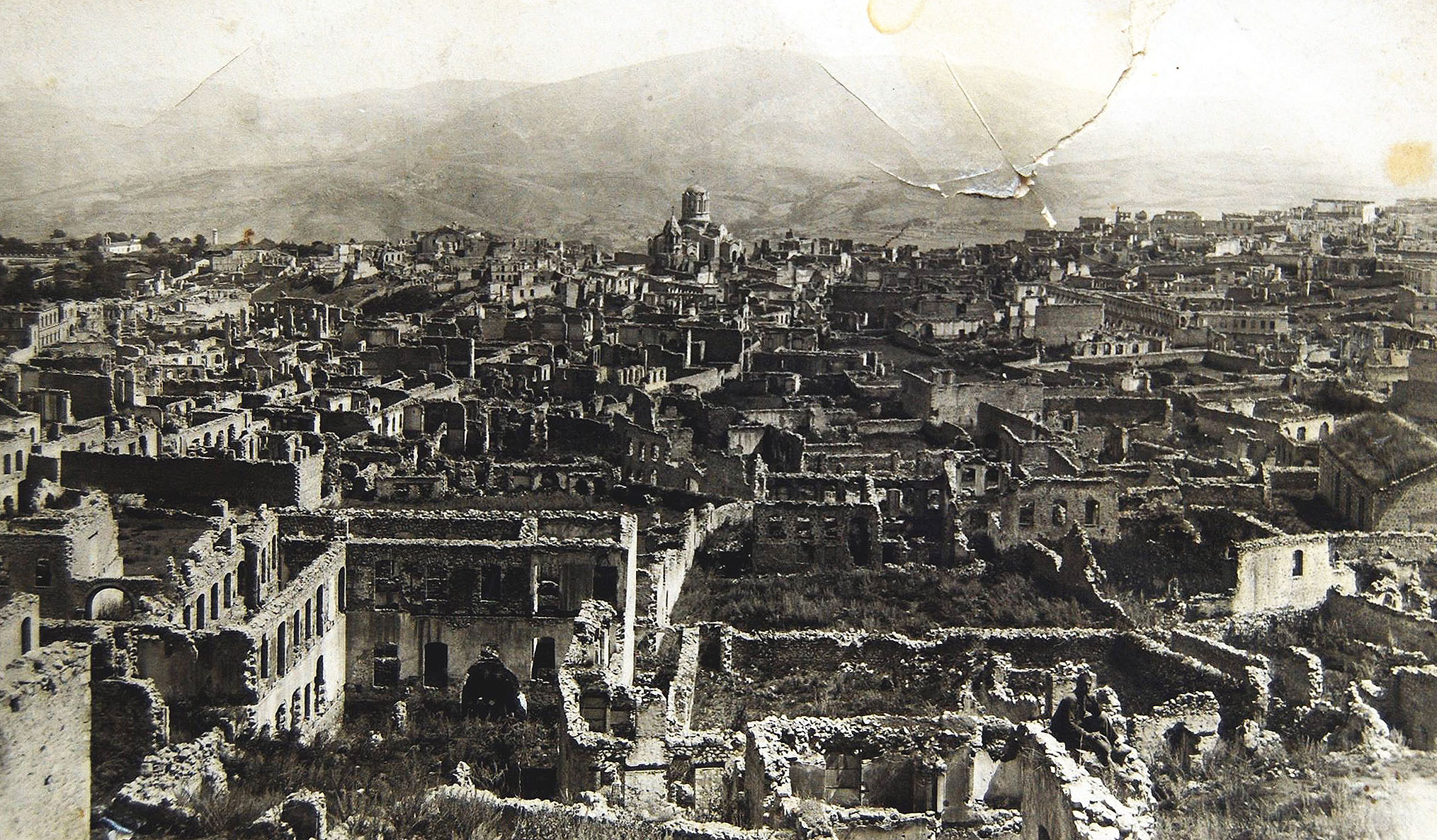
مجزرة شوشا في مدينة الأرمن: تم تدمير نصف شوشا من قبل القوات المسلحة الأذربيجانية في عام 1920

أكبر الاشتباكات العرقية بين الأرمانيين-الأذريين كانت في شوشا في الفترة ما بين آذار/مارس–نيسان/أبريل 1920. من 22 إلى 26 مارس/آذار اشتد الصراع بشكل كبير وهاجمت القوات الأذرية بشكل منسق، الأمر الذي أدى إلى العديد من القتلى الأرمانيين وتدمير الحي الأرمني في المدينة.

### اضطراب أذربيجان نيسان/أبريل 1920
في أوائل نيسان/أبريل 1920 كانت جمهورية أذربيجان تعاني من اضطراب شديد. بينما كان في الغرب الأرمن يسيطرون على أجزاء كبيرة من الأراضي التي تطالب بها أذربيجان، وفي الشرق كان هناك تمرد من السكان الأذريون المحليون ضد الحكومة، بينما في الشمال كان الجيش الأحمر الروسي يتحرك جنوبا بعد أن هزم دينيكين القوات الروسية البيضاء.
في 27 أبريل/نيسان عام 1920، تلقت حكومة جمهورية أذربيجان الديمقراطية إخطارا أن الجيش السوفياتي كان على وشك عبور الحدود الشمالية لغزو أذربيجان. وفي مثل هذا الوضع الصعب استسلمت الحكومة رسميا ولكن العديد من الجنرالات الأذريون والميليشيات المسلحة بقت مقاومة لتقدم القوات السوفيتية واستغرق الأمر بعض الوقت بالنسبة للسوفييت قبل أن يُعلنوا رسميا تأسيس الجمهورية الأذرية السوفيتية الاشتراكية برئاسة الرائد ناريمان ناريمانوف.
بالرغم من كل هذا فالحكومة الأذربيجانية والجيش كانا في حالة من الفوضى، مما دفع بالجيش الأرميني والميليشيات المحلية الأرمنية باستغلال الفرصة والتقدم لتأكيد السيطرة على أجزاء من الأراضي الأذربيجانية من بينها شوشا، خانكندي وغيرها من المدن الهامة. قبل نهاية نيسان/أبريل سيطرت القوات الأرمينية على معظم غرب أذربيجان بما في ذلك كاراباخ والمناطق المحيطة بها، واستولت أيضا على مناطق أخرى شملت ناختشفان والكثير من كازاخستان. في هذه الأثناء كان هنام محاولة للانقلاب في أرمينيا من قبل الشيوعيين لكنها فشلت في نهاية المطاف.

### الاستيلاء السوفيتي مايو 1920
في 1920، بات «الحل» الوحيد لهذا النزاع إما النصر العسكري — كما حدث أساسا في الأناضول وناخشيفان — أو فرض هيكل جديد من قبل السلطة الإمبراطورية. بعدما فشلت  بريطانيا في فرض التسوية، تبين أن البلاشفة قد غزوا كاراباخ في أيار/مايو 1920. في 5 تموز/يوليو 1921 قضى البلاشفة على القوقاز برئاسة جوزيف ستالين وبالتالي سيكون الجزء الجبلي من كاراباخ جزءا من أذربيجان. في تموز/ يوليو 1923 أُنشئت ناغورني كاراباخ كمنطقة احكم ذاتي في أذربيجان .

### انتهاء الأعمال العدائية أيلول/سبتمبر–تشرين الثاني/نوفمبر 1920
في أواخر نوفمبر/تشرين الثاني حصلت الانتفاضة في أرمينيا. تم إلقاء اللوم على جيش أرمينيا. في 20 نوفمبر عام 1920 وتحت قيادة الجنرال أناتولي جيكر الذي عبر الخط الفاصل بين أول جمهورية أرمينيا وأذربيجان السوفيتية. استمرت الحرب الثانية السوفياتي-الأرمينية أسبوع واحد فقط.

### اضطراب أرمينيا كانون الأول/ديسمبر 1920
استسلمت حكومة جمهورية أرمينيا في 4 ديسمبر عام 1920 عندما دخل الجيش الأحمر مدينة يريفان (العاصمة فيما بعد). في 5 كانون الأول تكونت اللجنة الثورية الأرمنية من الأرمن من أذربيجان، وفي 6 ديسمبر دخل فيليكس دزيرجينسكي يريفان وبذلك انتهت جمهورية أرمينيا الأولى من الوجود.
أُعلن عن تأسيس الجمهورية الأرمينية السوفيتية الاشتراكية تحت قيادة جيفروك أتاربيكيان. في 18 فبراير عام 1921 بدأت الثورة الوطنية  ضد البلاشفة وأخذ زمام المبادرة الجنرال جاراين نزديه وآخر رئيس وزراء أرمينيا المستقلة سيمون فراتسيان في مكافحة تمرد البلشفية واضطر السوفيات للخروج من يريفان وغيرها من الأماكن. بحلول نيسان/أبريل استعاد الجيش الأحمر الجزء الأكبر من أرمينيا ثم تم طرد أتاربكيان وجاراين في حين لم يتمكن من الاستيلاء على منطقة جبال زانجور في تموز/يوليو 1921. وبفضل القيادة السوفيتية تم التنازل عن منطقة جبال زانجور من أذربيجان لصالح أرمينيا؛ كان ذلك في تشرين الثاني/نوفمبر 1920 وقد عُرف بتعبير «رمز الصداقة».

### معاهدة قارص 23 تشرين الأول/أكتوبر 1921
استقر العنف في جنوب القوقاز أخيرا بعد التوقيع على معاهدة صداقة بين حكومة الجمعية الوطنية الكبرى والاتحاد السوفياتي. وقع السلام في منطقة قارص من قبل ممثلي الجمهورية الروسية السوفيتية الاتحادية الاشتراكية وممثلي الجمهورية الأذرية السوفيتية الاشتراكية ثم ممثلي الجمهورية الأرمينية السوفيتية الاشتراكية وكذلك ممثلي الجمهورية الجورجية السوفيتية الاشتراكية وحكومة الجمعية الوطنية الكبرى. ، «معاهدة الصداقة والأخوة» تم طرحها ومناقشتها وإقرارها خلال معاهدة موسكو الموقعة في 16 مارس 1921 مع الجمهورية الروسية السوفيتية الاتحادية الاشتراكية.
بموجب هذه المعاهدة تم منح ناختشفان منطقة حكم الذاتي داخل أذربيجان، و أصبحت تركيا وروسيا ضامنتين لـناخيتشيفان. ووافقت تركيا على إرجاع غيومري إلى أرمينيا وباطوم إلى جورجيا.

## روابط خارجية
- الحرب بين أرمينيا وأذربيجان عام 1919[وصلة مكسورة] (بالروسية)
- الحرب السوفياتية-الأرمينية وتأسيس الجمهورية الأرمينية نوفمبر-ديسمبر 1919